# إلى طغاة العالم

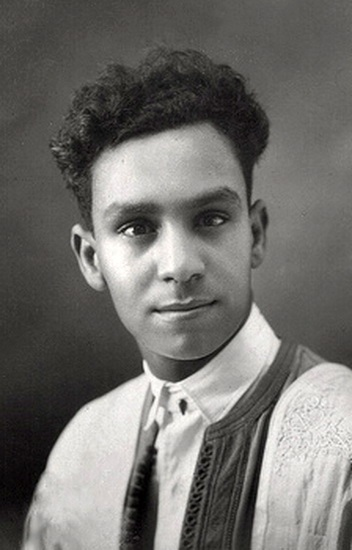

إلى طغاة العالم هي قصيدة للشاعر أبو القاسم الشابي قام بكتابتها في بداية القرن العشرين خلال الاحتلال الفرنسي لتونس.
في سنة 2002 وخلال الانتفاضة الثانية، قامت المطربة لطيفة بغناء القصيدة من ألحان وتوزيع الدكتور يوسف جميل علي اللحام.
يوجه الشاعر هذه الأبيات إلى طغاة العالم؛ محذراً إياهم من نهاية أليمة، يصنعونها بظلمهم للآخرين.